# فرايد باري (فلم)
فرايد باري (بالإنجليزية: Fried Barry)، هُو فيلم إثارة ورعب جنوب أفريقي صدر سنة 2020 وأخرجه ريان كروغر. عُرض الفيلم لأول مرة في دورة سنة 2020 من Cinequest Film Festival.

## وصلات خارجية
- مقالات تستعمل روابط فنية بلا صلة مع ويكي بيانات